# Omã nos Jogos Olímpicos de Verão de 1988
Omã participou dos Jogos Olímpicos de Verão de 1988 em Seul, na Coreia do Sul. Foi a segunda participação do país em Jogos Olímpicos de Verão.